# Рущинські (герб)
Рущинські (Ruściński, Ruszczyc, Ruszczyński, Ruszcziński) – шляхетський герб.

## Опис герба
Опис з використанням принципів блазонування, запропонованих Альфредом Знамієровським:
У червоному полі срібний здиблений лев з головою страуса. Відсутні корона і клейнод. Намет червоний, підбитий сріблом.

## Найбільш ранні згадки
Герб називає Йоган Себмахер, Каспер несецький (Korona polska), Еміліан Шеліга-Зерницький (Der polnische Adel, Die polnischen Stammwappen) і Юліуш Кароль Островський (Księga herbowa rodów polskich), причому Насецький стверджує, що Рущинські мали герб Лев з головою страуса. Цей запис був пізніше інтерпретований Островським як гібрид лева з головою страуса. Інша точка зору представлена в публікації, присвяченій гербам міст, муніципалітетів і районів Примор'я. Там гербом мав бути лев, а голова страуса була у неї клейноді. В гербі розробленому в XVIII столітті для кашубської Картузії одним із головних елементів був лев або леопард.
За Островським, герб власного роду, що осів в Західній Пруссії і в Куявії в XIV столітті.

## Роди
Рощинські (пол. Ruściński, Ruszczyński, Ruszcziński, Ruszczyc).